# Восстание тенентистов в Риу-Гранди-ду-Сул
Восстание тенентистов в Риу-Гранди-ду-Сул (порт. Revolta de 1924 no Rio Grande do Sul) — одно из восстаний 1924 года, организованных тенентистами против бразильского правительства.

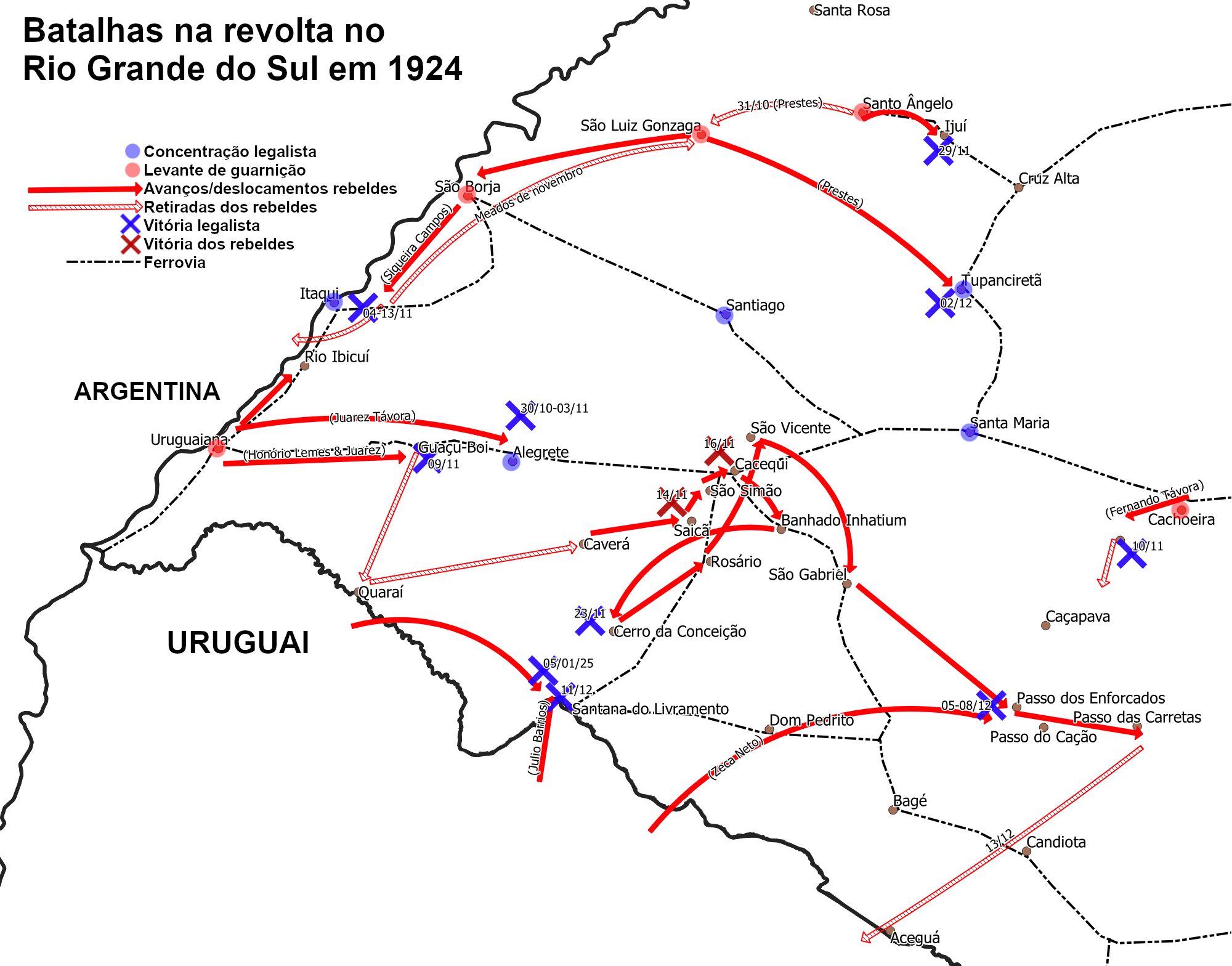
Действия повстанцев в первые месяцы конфликта

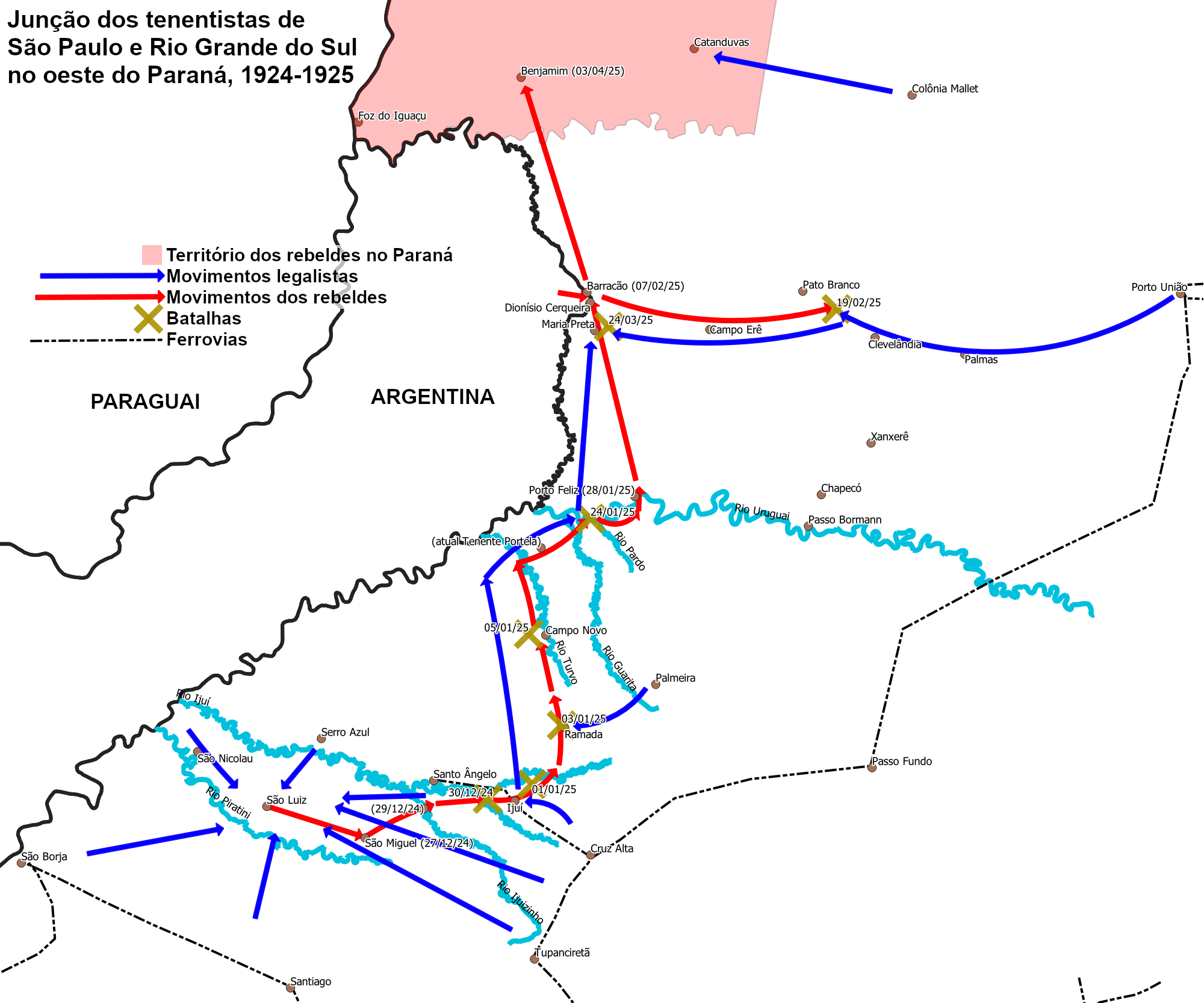
Прорыв из Сан-Луис-Гонзаги и движение на север

Восстание в Риу-Гранди-ду-Сул было начато повстанцами-тенентистами и гражданскими лидерами Освободительного альянса 28–29 октября 1924 года. Восстанием руководили молодые офицеры, такие как Жуарес Тавора, Сикейра Кампус и Луис Карлос Престес. К восстанию присоединились только четыре армейских подразделения: 2-й, 3-й и 5-й отдельные кавалерийские полки, базировавшиеся соответственно в Сан-Борже, Сан-Луисе-Гонзаге и Уругваяне, 1-й железнодорожный батальон из Санту-Анжелу, а также часть 3-го армейского батальона, и группа конной артиллерии из Алегрети. В первых трех городах были назначены гражданские и военные губернаторы, приступившие к реквизиции товаров и денег на военные нужды. 
К тенентистам присоединились местные пастухи-гаучо, руководимые Онориу Лемесом и Зека Нето, хорошо знающие местность и людей. Колонны повстанцев постоянно двигались (см. карту), перерезая железнодорожное и телеграфное сообщение. Бои сопровождались кавалерийскими атаками, часто заканчивавшимися рукопашными схватками с применением копий и другого холодного оружия. Победы гаучо завершались обезглавливанием раненых и пленных, против чего выступали офицеры-тенентисты. Против повстанцев правительство использовало как регулярные части, полицию, так и добровольцев-кавалеристов. Во главе этих проправительственных отрядов стояли несколько политиков из Республиканской партии Риу-Гранди, таких как Освалду Аранья и Флорес да Кунья. Обе стороны забирали себе всех встреченных на пути лошадей, увеличивая свою мобильность и лишая противника коней.
К концу 29 октября повстанцы контролировали берега реки Уругвай, за исключением Итаки. Повстанцы перешли в наступление, но не смогли взять Ижуи (29 октября) и Итаки (4 ноября), чей гарнизон разделил их территории. На востоке они были отброшены, когда попытались продвинуться к Алегрети (3 ноября), и 9 ноября потерпели крупное поражение при Гуасу-Бой. 
После серии поражений в середине ноября последним организованным оплотом стал Сан-Луис-Гонзага, обороняемый полутора тысячами повстанцев. Правительственное командование создало вокруг города «железное кольцо» из семи колонн при полном численном превосходстве. Когда повстанцы исчерпали свои возможности сражаться, Престес разделил свои силы на мелкие группы, чтобы незаметно пробраться между колоннами противника, и 27 декабря покинул город и двинулся на соединение с повстанцами-тенентистами в Паране (см. вторую карту). 3 января противники столкнулись в Рамаде, в одном из самых кровопролитных боёв конфликта, который длился с 8:00 утра до позднего вечера. Правительственные силы применили артиллерию, но ее эффект был скорее психологическим, чем материальным. Их целью было заблокировать повстанцев или перенаправить их на юг. Колонне Престеса удалось прорваться, но она заплатила высокую цену: около 50 убитых и 100 раненых.
В конце месяца повстанцы вошли в Санта-Катарину, а в апреле присоединились к тенентистам-паулистам в штате Парана. На юге повстанцы продолжали партизанскую кампанию до своего окончательного изгнания в Уругвай; последнее вторжение на границу Бразилии произошло в январе 1925 года.